# Lahnstein
Lahnstein település Németországban, Rajna-vidék-Pfalz tartományban. Lakosainak száma 18 536 fő (2023. december 31.).

## Népesség
A település népességének változása:
| Lakosok száma | 19 725 | 17 973 | 17 939 | 18 067 | 18 067 | 18 111 | 18 433 | 18 536 |
|               | 1975   | 2015   | 2017   | 2018   | 2019   | 2021   | 2022   | 2023   |